# Mashco Piro
I Mashco Piro sono un gruppo indigeno di cacciatori-raccoglitori che si pensa abitino certe regioni remote della foresta amazzonica. Non si sa molto di questi indigeni in quanto sono molto riluttanti a incontrare estranei. Alcuni stimano che il gruppo conti intorno ai 750 membri.
Nel settembre del 2007, un gruppo di ecologisti ha ripreso circa 20 membri della tribù Mashco Piro da un elicottero sopra il parco nazione dell'Alto Purús. Il gruppo possiede degli accampamenti vicino al fiume Las Piedras vicino al confine tra Perù e Brasile. Alcuni studiosi credono che la tribù preferisca costruire capanne con foglie di palma presso i fiumi durante la stagione secca, per pescare. Durante la stagione piovosa, si ritirano nella foresta. Delle capanne simili sono state avvistate anche negli anni '80.